# Сельское поселение посёлок Карамкен
Се́льское поселе́ние посёлок Карамкен — упразднённое муниципальное образование в Хасынском районе Магаданской области Российской Федерации.
Административный центр — посёлок Карамкен.

## История
Статус и границы сельского поселения установлены Законом Магаданской области от 28 декабря 2004 года № 511-ОЗ «О границах и статусе муниципальных образований в Магаданской области»
Законом Магаданской области от 31 июля 2014 года № 1777-ОЗ, сельское поселение «посёлок Карамкен» упразднено и его территория отнесена к межселенной территории в границах муниципального образования «Хасынский район».

## Население
| 2005 | 2006 | 2007 | 2008 | 2010 | 2011 | 2012 |
| ---- | ---- | ---- | ---- | ---- | ---- | ---- |
| 626  | ↘583 | ↘558 | ↘547 | ↘336 | ↘333 | ↘60  |
| 2013 | 2014 |      |      |      |      |      |
| ↘0   | →0   |      |      |      |      |      |

## Состав сельского поселения
| № | Населённый пункт | Тип населённого пункта          | Население |
| - | ---------------- | ------------------------------- | --------- |
| 1 | Карамкен         | посёлок, административный центр | ↗3        |